# Flegetonte
En la mitología griega, el Flegetonte (griego Φλεγέθων, latín: Phlegethŏn; ‘flamígero’) o Piriflegetonte (griego: Πũρĩφλεγέθων, latín: Pyriphlegthŏn; ‘llameando de fuego’) es uno de los cinco ríos del Hades, junto con Estigia, Lete, Cocito y Aqueronte. Es un afluente del Aqueronte, y se le considera un río de menor importancia que el Cocito. 

Allí atracarás el bajel a la orilla del océano profundo y tu marcha a las casas de Hades aguanosas; allí al Aqueronte confluyen el Flegetonte y el Cocito, brotado en la Estigia, que reúnen al pie de una peña sus aguas ruidosas.
Homero: Odisea X, 313

Platón nos habla de la naturaleza ígnea del Piriflegentonte: «cuyos torrentes de lava arrojan fragmentos al brotar en cualquier lugar de la tierra».
Por él corría fuego que ardía pero que no consumía combustible alguno. En la Divina comedia (canto XIV) el Flegetonte estaba compuesto de sangre hirviendo y formaba parte del séptimo círculo del Infierno, conteniendo las sombras de los tiranos, los asesinos, los ladrones y los culpables de pecados relacionados con la violencia hacia los semejantes.
Virgilio menciona al Flegetonte con los otros ríos infernales en la Eneida, libro VI, 265, 551.